# Таллинская улица (Москва)
Та́ллинская у́лица — улица, расположенная в Северо-Западном административном округе города Москвы на территории района Строгино от улицы Маршала Катукова до МКАД.. В нескольких метрах севернее Таллинской улицы параллельно, ближе к домам с нечетной нумерацией, проходит дорога-дублер.

## История
Улица получила своё название 6 августа 1979 года по городу Таллин, столице Эстонской ССР.
В ноябре 2020 года улица была продлена за счёт Проектируемого проезда № 117 до МКАД.

## Описание
Начинается от МКАД (выезд 64А), проходит на юго-восток, пересекает круговой перекрёсток с улицами улицей Кулакова (слева) и Твардовского (справа), поворачивает на восток, справа на неё вновь выходит улица Твардовского, после которой поворачивает на северо-восток, слева на неё выходит Строгинский бульвар, заканчивается на улице Маршала Катукова (у дома № 22), образуя с последней круговой перекрёсток.

## Примечательные здания и сооружения
По нечётной стороне:
По чётной стороне:
- № 12 — жилой дом. Здесь жил мультипликатор Александр Татарский[4].

## Транспорт

### Автобус
- 137 (Троице-Лыково — Станция метро «Щукинская»),
- 631 (3-й микрорайон Строгина — Станция метро «Тушинская»),
- 640 (Станция метро «Тушинская» — Станция метро «Щукинская»),
- 652 (13-й микрорайон Строгина — 3-й микрорайон Строгина),
- 654 (Улица Маршала Прошлякова — 3-й микрорайон Строгина),
- 743 (Таллинская улица — Мякинино),
- 782 (2-я Лыковская улица — Таллинская улица),
- С11 (Таллинская улица — 3-й микрорайон Строгина).

### Трамвай
- 10 (Улица Кулакова — Станция метро «Щукинская»),
- 30 (Улица Кулакова — Михалково).

### Метро
- Станция метро «Строгино» Арбатско-Покровской линии — у северо-восточного конца улицы, на Строгинском бульваре

### Остановки наземного городского пассажирского транспорта
— «Улица Кулакова» — Трамваи №: 10, 30.
— «Таллинская улица, 6» — Трамваи №: 10, 30.
— «Школа им. Марины Цветаевой» — Трамваи №: 10, 30.
— «Стоматологическая поликлиника» — Автобусы №: 137, 640, 652, 743, 782.
— «Станция метро Строгино» — Автобусы №: 137, 640, 652, 743, 782. Трамваи №: 10, 30.
— «Спорткомплекс Янтарь» — Автобусы №: 631, 640, 654, С11.